# Kortsvansad fickspringmus
Kortsvansad fickspringmus (Perognathus flavus) är en däggdjursart som beskrevs av Baird 1855. Perognathus flavus ingår i släktet fickspringmöss och familjen påsmöss. IUCN kategoriserar arten globalt som livskraftig.
Inga underarter finns listade i Catalogue of Life. Wilson & Reeder (2005) skiljer mellan 14 underarter.
Perognathus flavus blir med svans 95 till 118 mm lång, svanslängden är 41 till 58 mm och vikten varierar mellan 6 och 9 g. Bakfötterna är 12 till 18 mm långa. På ovansidan förekommer mjuk gulbrun päls med några svarta hår inblandade och ibland med en rosa skugga. Undersidan är vit och svansen är bara glest täckt med hår. En mer eller mindre tydlig ljus fläck finns vid varje öra.
Denna gnagare förekommer i centrala USA och i Mexiko. Utbredningsområdet sträcker sig från Wyoming och South Dakota till centrala Mexiko. En avskild population finns vid Kaliforniska viken. Arten vistas i halvtorra eller torra buske- och gräsmarker.
Arten gräver en eller flera underjordiska tunnelsystem i reviret som har 2 eller 3 ingångar. En kammare i boet fodras med gräs och träbitar. Individerna är aktiva på natten och de vistas sällan längre än 40 till 60 meter från boet. Kortsvansad fickspringmus håller ingen vinterdvala men den intar ibland ett stelt tillstånd (torpor). Födan utgörs av frön, gräs, torra stjälkar och gröna växtdelar som kompletteras med några insekter. Vätskebehovet täcks nästan helt med födan.
Honor kan ha en eller sällan två kullar mellan våren och hösten. Dräktigheten varar cirka 28 dagar och sedan föds 2 till 6 ungar per kull. Ungar som blir självständiga byter päls. Några ungar som föds under våren kan ha en egen kull senare under året.